# Campeonato Europeo de Lucha de 2006
El LVIII Campeonato Europeo de Lucha se realizó en Moscú (Rusia) entre el 25 y el 30 de abril de 2006. Fue organizado por la Federación Internacional de Luchas Asociadas (FILA) y la Federación Rusa de Lucha.

## Resultados

### Lucha grecorromana masculina
| Evento | Oro                           | Plata                         | Bronce                                                   |
| ------ | ----------------------------- | ----------------------------- | -------------------------------------------------------- |
| 55 kg  | Roman Amoyan Armenia          | Venelin Venkov Bulgaria       | Rövşən Bayramov · Azerbaiyán · Claudiu Gavrilă · Rumania |
| 60 kg  | Karen Mnatsakanian Armenia    | Davit Bedinadze Georgia       | Fuad Əliyev · Azerbaiyán · Viacheslav Dzhaste · Rusia    |
| 66 kg  | Tamás Lőrincz · Hungría       | Serguei Kovalenko · Rusia     | Şeref Eroğlu · Turquía · Olexandr Jvoshch · Ucrania      |
| 74 kg  | Varteres Samurgashev · Rusia  | Aleh Mijalovich · Bielorrusia | Manuchar Kvirkvelia Georgia Mahmut Altay Turquía         |
| 84 kg  | Artur Michalkiewicz · Polonia | Denis Forov Armenia           | Mélonin Noumonvi Francia Nazmi Avluca Turquía            |
| 96 kg  | Hamza Yerlikaya Turquía       | Mijail Nikolayev · Ucrania    | Marek Švec · República Checa · Jimmy Lidberg · Suecia    |
| 120 kg | İsmail Güzel Turquía          | Juha Ahokas · Finlandia       | Jasan Baroyev · Rusia · Olexandr Chernetsky · Ucrania    |

### Lucha libre masculina
| Evento | Oro                               | Plata                        | Bronce                                                    |
| ------ | --------------------------------- | ---------------------------- | --------------------------------------------------------- |
| 55 kg  | Olexandr Zajaruk · Ucrania        | Namiq Abdullayev Azerbaiyán  | Amiran Kardanov · Grecia · Dzhamal Otarsultanov · Rusia   |
| 60 kg  | Mavlet Batirov · Rusia            | Tevfik Odabaşı Turquía       | Anatolie Guidea · Bulgaria · Yevgueni Javilov · Ucrania   |
| 66 kg  | Majach Murtazaliyev · Rusia       | Albert Batyrov · Bielorrusia | Serafim Barzakov Bulgaria Vadim Guigolaev Francia         |
| 74 kg  | Buvaisar Saitiyev · Rusia         | Ruslan Kokayev Armenia       | Gábor Hatos · Hungría · Krystian Brzozowski · Polonia     |
| 84 kg  | Adam Saitiyev · Rusia             | Gökhan Yavaşer Turquía       | Vadim Laliyev · Armenia · Taras Danko · Ucrania           |
| 96 kg  | Jadzhimurat Gatsalov · Rusia      | Shamil Guitinov Armenia      | Guiorgui Gogshelidze · Georgia · Stefan Kehrer · Alemania |
| 120 kg | Kuramagomed Kuramagomedov · Rusia | Ivan Ishchenko · Ucrania     | Eldar Kurtanidze · Georgia · Rareș Chintoan · Rumania     |

### Lucha libre femenina
| Evento | Oro                         | Plata                           | Bronce                                                         |
| ------ | --------------------------- | ------------------------------- | -------------------------------------------------------------- |
| 48 kg  | Liliya Kaskarakova · Rusia  | Faní Psathá · Grecia            | Francine De Paola · Italia · Cristina Croitoru · Rumania       |
| 51 kg  | Vanessa Boubryemm Francia   | Alexandra Engelhardt · Alemania | Natalia Smirnova · Rusia · Olexandra Kohut · Ucrania           |
| 55 kg  | Natalia Golts · Rusia       | Ludmila Cristea Moldavia        | Anna Gomis · Francia · Johanna Mattsson · Suecia               |
| 59 kg  | Liubov Volosova · Rusia     | Stefanie Stüber · Alemania      | Audrey Prieto · Francia · Marianna Sastin · Hungría            |
| 63 kg  | Aliona Kartashova · Rusia   | Monika Michalik · Polonia       | Nikola Hartmann-Dünser · Austria · Agoro Papavasilíu · Grecia  |
| 67 kg  | Yelena Perepiolkina · Rusia | Kristīne Odriņa Letonia         | Agnieszka Wieszczek · Polonia · Iryna Tsyrkevich · Bielorrusia |
| 72 kg  | Stanka Zlateva Bulgaria     | Svitlana Sayenko · Ucrania      | Anita Schätzle · Alemania · Karine Shadoyan · Armenia          |

## Medallero
| Núm. | País            | Oro | Plata | Bronce | Total |
| ---- | --------------- | --- | ----- | ------ | ----- |
| 1    | Rusia           | 12  | 1     | 4      | 17    |
| 2    | Armenia         | 2   | 3     | 2      | 7     |
| 3    | Turquía         | 2   | 2     | 3      | 7     |
| 4    | Ucrania         | 1   | 3     | 5      | 9     |
| 5    | Bulgaria        | 1   | 1     | 2      | 4     |
| 5    | Polonia         | 1   | 1     | 2      | 4     |
| 7    | Francia         | 1   | 0     | 4      | 5     |
| 8    | Hungría         | 1   | 0     | 2      | 3     |
| 9    | Alemania        | 0   | 2     | 2      | 4     |
| 10   | Bielorrusia     | 0   | 2     | 1      | 3     |
| 11   | Georgia         | 0   | 1     | 3      | 4     |
| 12   | Azerbaiyán      | 0   | 1     | 2      | 3     |
| 12   | Grecia          | 0   | 1     | 2      | 3     |
| 14   | Finlandia       | 0   | 1     | 0      | 1     |
| 14   | Letonia         | 0   | 1     | 0      | 1     |
| 14   | Moldavia        | 0   | 1     | 0      | 1     |
| 17   | Rumania         | 0   | 0     | 3      | 3     |
| 18   | Suecia          | 0   | 0     | 2      | 2     |
| 19   | Austria         | 0   | 0     | 1      | 1     |
| 19   | Italia          | 0   | 0     | 1      | 1     |
| 19   | República Checa | 0   | 0     | 1      | 1     |
|      | TOTAL           | 21  | 21    | 42     | 84    |